# Антопільська волость
Антопільська волость — адміністративно-територіальна одиниця Кобринського повіту Гродненської губернії Російської імперії. Волосний центр — містечко Антопіль.
Станом на 1885 рік складалася з 14 поселень, 8 сільських громад. Населення — 9608 осіб (4645 чоловічої статі та 4963 — жіночої), 357 дворових господарств.
|                     | Площа, десятин | У тому числі орної, дес. |
| ------------------- | -------------- | ------------------------ |
| Сільських громад    | 9745           | ?                        |
| Приватної власності | 6593           | 3113                     |
| Казенної власності  | 1              | —                        |
| Іншої власності     | 610            | 84                       |
| Загалом             | 16949          | 7566                     |

Основні поселення волості:
- Антопіль — колишнє власницьке містечко за 30 верст від повітового міста, 363 особи, 22 двори, 2 православні церкви, каплиця, синагога, 5 єврейських молитовних будинків, школа, 42 лавки, 3 постоялих двори, 2 ярмарки та базари.
- Бородичі — колишнє власницьке село, 247 осіб, 17 дворів, православна церква, 2 постоялих будинки.
- Головчиці — колишнє власницьке село, 1007 осіб, 79 дворів, православна церква, школа, постоялий будинок.
- Осиповичі — колишнє власницьке село, 559 осіб, 44 двори, постоялий будинок.
- Толкове — колишнє власницьке село, 669 осіб, 48 дворів.

## У складі Польщі
Після анексії Полісся Польщею волость отримала назву ґміна Антополь.
1 жовтня 1922 р. вилучено державний маєток Тороканє з ґміни Імєнін Дорогичинського повіту і включено до ґміни Антополь Кобринського повіту.
Розпорядженням Міністра внутрішніх справ Польщі 23 березня 1928 р. передано:
- з ліквідованої сільської ґміни Зелово село і фільварок Зелово;
- з ліквідованої сільської ґміни Ілоськ — села: Хидри, Демидівщина, Грушева, Осмоловичі, Шури, фільварки: Грушева, Піщанка, Підселення, Рознітича, селище: Піщанка і цегельня Студінка.

## У складі СРСР
Після радянської анексії попри переважно українське населення територія включена до БРСР.
У січні 1940 р. ґміна ліквідована у зв'язку з утворенням Антопільського району.